# تاريخ موناكو

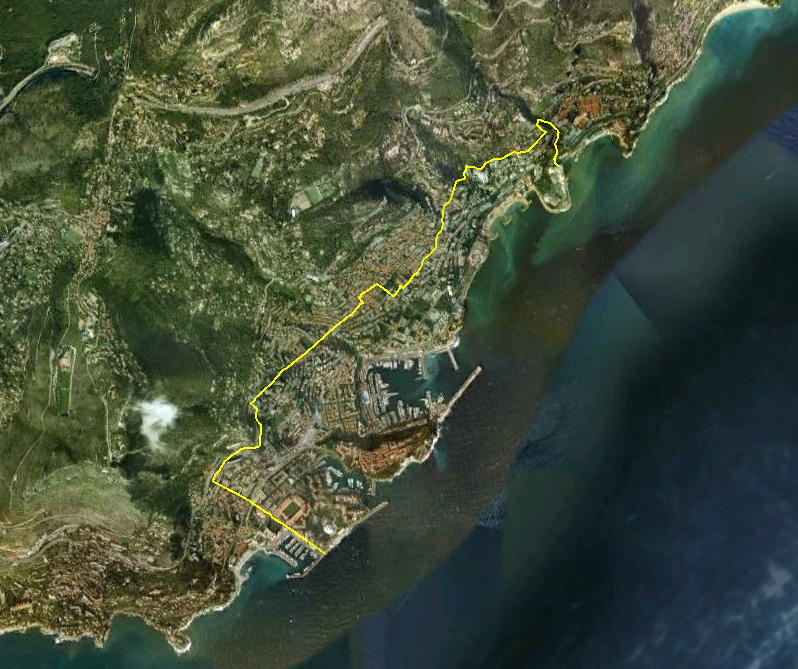
موناكو في القرن 21 (صورة القمر الصناعي)

التاريخ المبكر لموناكو يهتم في المقام الأول بالقيمة الوقائية والاستراتيجية لصخرة موناكو، أهم المعالم الجيولوجية في المنطقة، والتي كانت في البداية ملجأً للشعوب القديمة، وفي وقت لاحق حصنا. وجزءا من تاريخ ليغوريا منذ سقوط الإمبراطورية الرومانية، ومنذ القرن 14 إلى أوائل القرن 15 كانت المنطقة متنازعا عليها لأسباب سياسية في المقام الأول. منذ ذلك الحين، باستثناء فترة وجيزة من الاحتلال الفرنسي، إلا أنها ظلت بثبات تحت سيطرة مجلس غريمالدي.

## مزيد من القراءة
تم نشره في القرن 19
- C. B. Black، https://archive.org/stream/rivieraorcoastfr00blac#page/86/mode/2up، London: Adam & Charles Black {{استشهاد}}: الوسيط |title= غير موجود أو فارغ (مساعدة)

تم نشره في القرن 20
- "Monaco"، The Encyclopaedia Britannica (ط. 11th)، New York: Encyclopaedia Britannica، 1910، OCLC:14782424
- "Monaco"، Southern France, including Corsica (ط. 6th)، Leipzig: Baedeker، 1914، مؤرشف من الأصل في 2019-07-30